# میریانگ ۱۱۶۰۲
سیارک ۱۱۶۰۲ (به انگلیسی: 11602 Miryang، نامگذاری:1995ST54) یازده هزار و ششصد و دومین سیارک کشف شده‌است که در ۲۸ سپتامبر ۱۹۹۵ کشف شد.
قدر مطلق سیارک برابر ۱۹٫۵ است.